# Offenbach an der Queich
Offenbach an der Queich là một đô thị thuộc huyện Südliche Weinstraße, bang Rheinland-Pfalz, Đức. Đô thị này có diện tích 15,24 km², dân số thời điểm 31 tháng 12 năm 2006 là 6166 người. Offenbach an der Queich nằm bên sông Queich, khoảng 6 km về phía đông của Landau.
Offenbach an der Queich là thủ phủ của Verbandsgemeinde ("cộng đồng đô thị") Offenbach an der Queich.